# Ronde van de Abruzzen
De Ronde van de Abruzzen of Trofeo Interspar is een meerdaagse wielerwedstrijd in de Italiaanse regio Abruzzen. De eerste editie was in 1961, en werd gewonnen door de Italiaan Mario Zanchi. Van 1961 tot en met 1995 was het een wedstrijd voor amateurs. Vanaf 1996 werd het profkoers en werd tot en met 2007 georganiseerd. Tot de winnaars in deze periode behoren onder andere Gianluca Bortolami (1993), Filippo Casagrande (1994), Alberto Elli (1995), Danilo Di Luca (2001) en Luca Ascani (2007).
In 2024 introduceerde organisator RCS Sport de koers opnieuw op de internationale wielerkalender waar het de plaats in nam van de niet meer verreden Ronde van Sicilië. Vanaf 2024 heeft het de UCI-wedstrijdclassificatie van 2.1. en is onderdeel van de UCI Europe Tour.

## Lijst van winnaars

### Overwinningen per land
| Overwinningen | Land                                                       |
| ------------- | ---------------------------------------------------------- |
| 29            | Italië                                                     |
| 2             | Wit-Rusland                                                |
| 1             | Duitsland, Frankrijk, Kazachstan, Sovjet-Unie, Zwitserland |